# Бабаев, Сердар Мятиевич
Сердар Бабаев (туркм. Serdar Babaýew; род. 1956, Ашхабад) — туркменский государственный деятель.

## Биография
Окончил Туркменский политехнический институт по специальности «инженер-геолог».
Работал инженером-геологом Ашхабадской методической экспедиции, заведующим сектором Ашхабадского обкома ЛКСМ, Председателем Бюро международного молодежного туризма «Спутник» Ашхабадского обкома ЛКСМ. В дальнейшем занимал должности главного диспетчера Управления строительства МВД ТССР, начальника СпецСМУ Управления Строительства МВД, заместителя председателя Ленинского РИК г. Ашхабада, заместителя председателя Ашхабадского ГИК.
1993—1995 — хяким этрапа имени Президента Ниязова города Ашхабада.
1996—1997 — хяким Кызыларбатского этрапа Балканского велаята.
02.07.1997 — 30.06.1999 хяким Балканского велаята.
30.06.1999 — 06.06.2000 — министр сельского хозяйства Туркменистана.
04.07.1999 — 06.06.2000 — заместитель Председателя Кабинета министров Туркменистана.
06.06.2000 уволен за недостатки в работе.

## Семья
- Дед — Хивали Бабаев — туркменский и советский партийный деятель, бывш. Председатель Президиума Верховного совета Туркменской ССР (1938—1942)
- Брат — Чары Бабаев — бывший Чрезвычайный и Полномочный посол Туркменистана в Великобритании
- Тётя — Аксолтан (Ася) Бабаева — бывший секретарь Президиума Верховного совета Туркменской ССР